# Premi al millor shojo del Saló del Manga de Barcelona
El premi al millor shojo del Saló del Manga de Barcelona és un guardó anual concedit per Ficomic durant el Saló de Manga de Barcelona que té per objectiu premiar el millor manga de l'any de gènere shojo publicat a l'estat espanyol. El premi es va concedir per primera vegada el 2008, a la 14a edició del Saló del Manga de Barcelona, i s'ha entregat ininterrompudament des d'aleshores.
El premi no té dotació econòmica i s'atorga per votació popular mitjançant la pàgina web de Ficomic, en la qual tothom hi pot emetre un vot. A les primeres edicions, Ficomic anunciava directament el guanyador de la votació popular. Més endavant, es va introduir un sistema de votació a dues voltes amb el qual de la primera votació en resultava elegida una llista de tres nominats. A la segona votació es determina el guanyador per votació popular.

## Palmarès
| Any                                                    | Títol                     | Autor                      | Editorial          |
| ------------------------------------------------------ | ------------------------- | -------------------------- | ------------------ |
| 2008                                                   | Nana                      | Ai Yazawa                  | Planeta DeAgostini |
| 2009                                                   | Nodame Cantabile          | Tomoko Ninomiya            | Norma Editorial    |
| 2010                                                   | El caballero vampiro      | Matsuri Hino               | Panini Comics      |
| 2011                                                   | Instituto Ouran Host Club | Bisco Hatori               | Panini Comics      |
| 2012                                                   | Sailor Moon               | Naoko Takeuchi             | Norma Editorial    |
| 2013                                                   | Fushigi Yugi              | Yuu Watase                 | EDT                |
| 2014                                                   | Trinity Blood             | Kiyo Kyujyo, Sunao Yoshida | Norma Editorial    |
| 2015                                                   | Aoha Ride                 | Io Sakisaka                | Editorial Ivrea    |
| 2016                                                   | Orange                    | Ichigo Takano              | Tomodomo           |
| 2017                                                   |                           |                            |                    |
| Pájaro que trina no vuela                              | Kou Yoneda                | Tomodomo                   |                    |
| El monstruo de al lado                                 | Robico                    | Norma Editorial            |                    |
| ¿Quién es el 11º pasajero?                             | Moto Hagio                | Tomodomo                   |                    |
| 2018                                                   |                           |                            |                    |
| Yona, princesa del amanecer (Akatsuki no Yona)         | Mizuho Kusanagi           | Norma Editorial            |                    |
| Sakura, la caçadora de cartes: les cartes transparents | CLAMP                     | Norma Editorial            |                    |
| Last game                                              | Shinobu Amano             | Norma Editorial            |                    |
| 2019                                                   |                           |                            |                    |
| Yona, princesa del amanecer (Akatsuki no Yona)         | Mizuho Kusanagi           | Norma Editorial            |                    |
| Sakura, la caçadora de cartes: les cartes transparents | CLAMP                     | Norma Editorial            |                    |
| Children of the Wales                                  | Abi Umeda                 | Milky Way Ediciones        |                    |
| 2020                                                   |                           |                            |                    |
| La Rosa de Versalles                                   | Riyoko Ikeda              | ECC Ediciones              |                    |
| Réquiem por el rey de la rosa (Baraō no Sōretsu)       | Aya Kanno                 | Tomodomo Ediciones         |                    |
| Yona, Princesa del Amanecer (Akatsuki no Yona)         | Mizuho Kusanagi           | Norma                      |                    |
| 2021                                                   |                           |                            |                    |
| Banana Fish                                            | Akimi Yoshida             | Panini Comics              |                    |
| Sakura, la caçadora de cartes: les cartes transparents | CLAMP                     | Norma                      |                    |
| Yona, Princesa del Amanecer (Akatsuki no Yona)         | Mizuho Kusanagi           | Norma                      |                    |
| 2022                                                   |                           |                            |                    |
| Signos de afecto                                       | Suu Morishita             | Arechi Manga               |                    |
| Bautismo                                               | Kazuo Umezz               | Satori                     |                    |
| Mars                                                   | Fuyumi Souryo             | Arechi Manga               |                    |
| 2023                                                   |                           |                            |                    |
| Confuso primer amor                                    | Wataru Hinekure i Aruko   | Milky Way                  |                    |
| Utena, la chica revolucionaria                         | Chiho Sato i Be-Papas     | Norma                      |                    |
| Yona, Princesa del Amanecer                            | Mizuho Kusanagi           | Norma                      |                    |
| 2024                                                   |                           |                            |                    |
| Ōoku: Los Aposentos Privados                           | Fumi Yoshinaga            | Tomodomo                   |                    |
| Claudine                                               | Riyoko Ikeda              | Arechi Manga               |                    |
| Mars                                                   | Fuyumi Souryo             | Arechi Manga               |                    |